# Till Kirsten
Till Arnulf Kirsten (* 2. April 1937 in Leipzig) ist ein deutscher Physiker und Hochschullehrer für Experimentalphysik.

## Leben und Wirken
Kirsten, Sohn von Elsa Kirsten, geborene Heidler, und des Steuerberaters Kurt Kirsten, studierte Physik bis 1961 (mit Abschluss als Diplom-Physiker) an der Universität Göttingen und der Universität Heidelberg, wo er 1964 bei Wolfgang Gentner zum Dr. rer. nat. promoviert wurde. 1966 bis 1968 war er am Brookhaven National Laboratory; danach ab 1975 als außerplanmäßiger Professor an der Universität Heidelberg, wo er sich insbesondere mit Isotopen- und Altersbestimmung extraterrestrischer Proben befasste, zum Beispiel von Meteoriten- und Mondproben (er war ab 1971 als „Principal Investigator“ am NASA Lunar Program beteiligt).
Kirsten ist Wissenschaftlicher Mitarbeiter am Max-Planck-Institut für Kernphysik in Heidelberg, wo er ab 1970 als Arbeitsgruppenleiter tätig war. Er war Projektleiter am GALLEX-Experiment zur Detektion insbesondere von Sonnen-Neutrinos im Gran Sasso. Sie wiesen erstmals die bei Verschmelzung von Wasserstoffkernen (Protonen) in der Sonne erzeugten „pp-Neutrinos“ nach.
Für seine Entdeckung des doppelten Betazerfalls in den 1960er Jahren am Brookhaven National Laboratory  (indirekt aus der Untersuchung von Selenium- und Tellurium-Erzen) erhielt er 1970 den Röntgenpreis der Universität Gießen.
Im Jahr 1976 heiratete Kirsten Emiko Fujie, mit der er eine Tochter (Nadja) hat.

## Preise und Auszeichnungen
- Röntgen-Preis (1968)
- Gentner-Kastler-Preis (1993)
- Premio Enrico Fermi (2017)